# 원기찬
소속
삼성 라이온즈
구단주
대표이사

학력
성균관대학교 경영학 학사
경력
2020.03~ 삼성 라이온즈 구단주, 대표이사 2014.01~2020.03 삼성카드 대표이사 사장 2011.12 삼성전자 경영지원실 인사팀 팀장, 부사장 삼성전자 경영지원실 인사팀 팀장, 전무